# Amt Rahden (Fürstentum Minden)

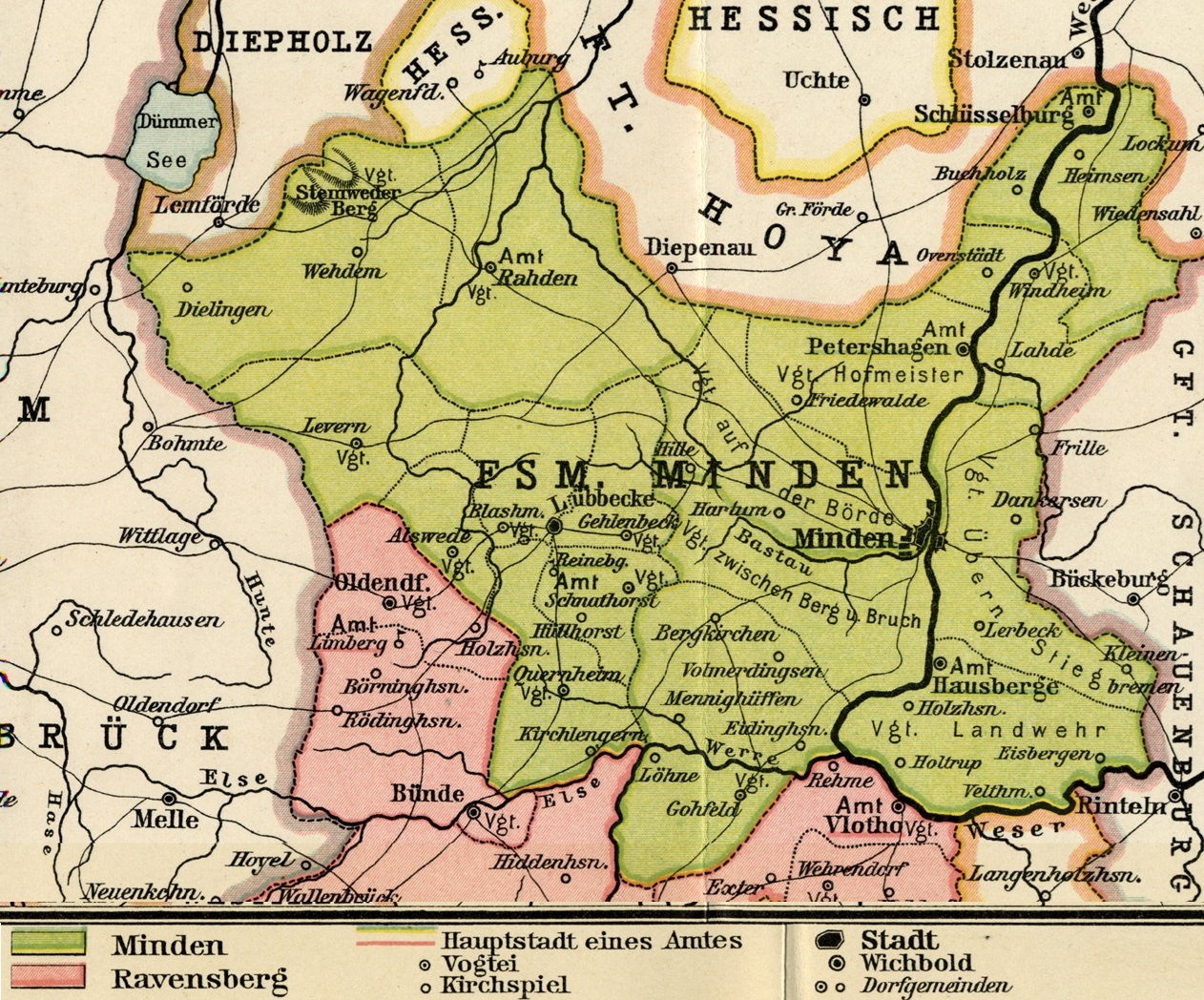
Das Fürstentum Minden mit seinen Ämtern und Vogteien

Das Amt Rahden war eines der fünf Ämter des bis 1807 bestehenden  Fürstentums Minden. Sein Gebiet gehört heute zu den Gemeinden Espelkamp, Rahden und Stemwede im Kreis Minden-Lübbecke in Nordrhein-Westfalen.

## Geographie
Das Amt umfasste den nordwestlichen Teil des Fürstentums Minden und wurde von der Großen Aue durchflossen. Am nördlichen Rand des Amtes erstreckte sich der Höhenzug Stemweder Berg. Die namensgebende Burg Rahden, von der heute nur noch eine Ruine geblieben ist, lag im Gebiet des heutigen Rahdener Ortsteils Kleinendorf. Im 18. Jahrhundert grenzte das Amt im Westen an das  Hochstift Osnabrück, im Norden an die Grafschaft Diepholz, das Amt Auburg und die Grafschaft Hoya sowie im Osten und Süden an die mindischen Ämter Petershagen und Reineberg. Seine Fläche betrug ca. 269 km².

## Geschichte
Die Freigrafschaft Stemwede, aus der später die Vogtei Stemwederberg wurde, kam 1254 unter die Oberhoheit des Mindener Bischofs.
Die Burg Rahden wurde 1296 erstmals urkundlich erwähnt. Nach zahlreichen Auseinandersetzungen mit den benachbarten Territorien gelangte die Burg mit ihrem Umland im Verlauf des 13. und 14. Jahrhunderts in den alleinigen Besitz der Bischöfe von Minden und wurde als mindische Landesburg Verwaltungssitz des Amtes Rahden. Das Hochstift Minden wurde 1648 säkularisiert und gelangte als Fürstentum Minden in den Besitz von Brandenburg-Preußen. Als Amtssitz wurde die Burg Rahden im Jahr 1711 aufgegeben. Die Amtsgeschäfte wurden seitdem vom Neuen Amtshaus geführt, das in etwa im Bereich des heutigen Schlosses Rahden lag.
Im Zuge der Neuordnung Deutschlands durch Napoleon I. wurde das Fürstentum Minden 1807 dem Königreich Westphalen eingegliedert. Dadurch wurde das Amt aufgelöst. Sein Gebiet fiel an die nach französischem Muster eingerichteten Kantone Levern und Rahden im Distrikt Minden. Von 1811 bis 1813 war das gesamte Gebiet des alten Amtes Rahden von Frankreich annektiert. Nachdem das Gebiet 1813 wieder an Preußen gefallen war, kam es 1816 zum neuen Kreis Rahden in der Provinz Westfalen, aus dem 1832 der Kreis Lübbecke wurde. Im Kreis Lübbecke deckten die neuen Ämter Dielingen, Rahden und Wehdem das Gebiet des alten Amtes Rahden ab.

## Gliederung
Das Amt Rahden bestand aus den beiden Vogteien Stemwederberg und Rahden und hatte die folgende Gliederung:

### Vogtei Rahden
Zur Vogtei Rahden gehörten der Flecken Rahden sowie die Bauerschaften Großendorf, Kleinendorf, Ströhen, Varl und Wehe.

### Vogtei Stemwederberg
Die Vogtei Stemwederberg, benannt nach dem Stemweder Berg, umfasste zwei Kirchspiele. Zum Kirchspiel Dielingen gehörten die Bauerschaften Arrenkamp, Dielingen, Drohne und Haldem sowie das adlige Gut Haldem. Zum Kirchspiel Wehdem gehörten die Bauerschaften Oppendorf, Oppenwehe, Wehdem und Westrup.

## Einwohnerzahlen
Die Vogteien und das gesamte Amt hatten 1788 die folgenden Einwohnerzahlen:
| Vogtei Rahden        | 5386 |
| Vogtei Stemwederberg | 4302 |
| Amt Rahden           | 9688 |

## Drosten
Als Vertreter des jeweiligen Landesherren des Hochstifts bzw. des Fürstentums Minden stand dem Amt Rahden ein Drost vor. Die Drosten des Amtes sind nur unvollständig und ohne genaue Angabe ihrer Amtszeit überliefert.
14. Jahrhundert
- Hardecke von Engelingborstel

15. Jahrhundert
- Johann von Grapendorf

16. Jahrhundert
- Johann von Münchhausen
- Bartold von Büren
- Adrian von Steinberg
- Statius von Münch
- Bernd von Grapendorf
- Johann von Seggerde

17. Jahrhundert
- Moritz Wilhelm von Cornberg
- Christian von Schloen
- Heinrich von Münch

18. Jahrhundert
- Dietrich Johann von der Heyden
- Johann Heinrich von Korff